# Washington County (Iowa)
Das Washington County ist ein County im US-amerikanischen Bundesstaat Iowa. Im Jahr 2020 hatte das County 22.565 Einwohner und eine Bevölkerungsdichte von 15,4 Einwohnern pro Quadratkilometer. Der Verwaltungssitz (County Seat) ist Washington.
Das Washington County ist Bestandteil der Metropolregion um Iowas frühere Hauptstadt Iowa City.

## Geografie
Das County liegt im Südosten von Iowa zwischen dem Iowa River und dem Skunk River und ist im Osten etwa 45 km vom Mississippi entfernt, der die Grenze zu Illinois bildet. Das Washington County hat eine Fläche von 1473 Quadratkilometern, wovon fünf Quadratkilometer Wasserfläche sind. Es grenzt an folgende Nachbarcountys:
| Iowa County      | Johnson County |               |
| Keokuk County    |                | Louisa County |
| Jefferson County |                | Henry County  |

## Geschichte

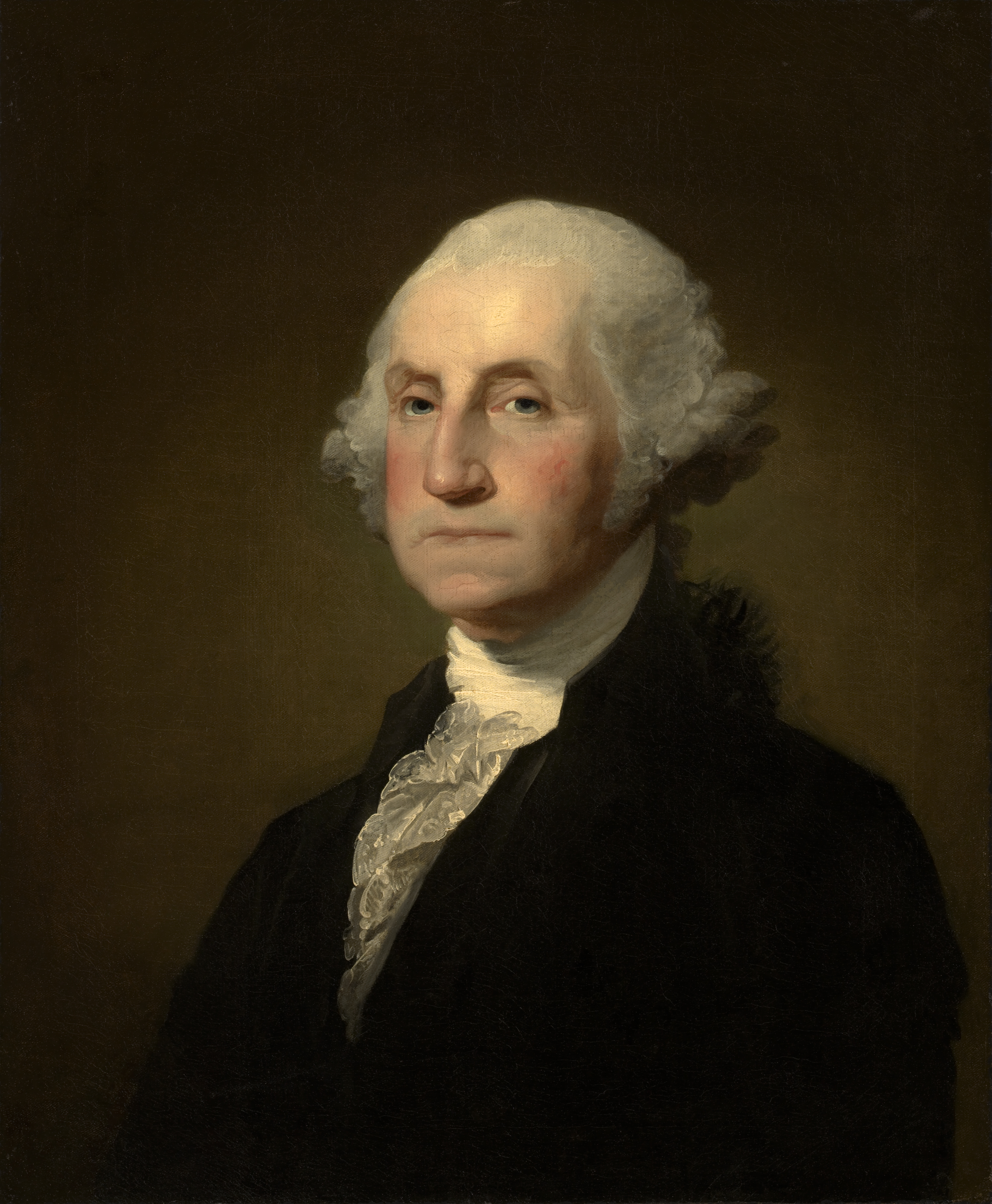
Washington

Die ersten Siedler siedelten sich 1835 an. Das Washington County wurde am 18. Januar 1838 original als Slaughter County gebildet. Kurze Zeit später wurde es in Washington County umbenannt, zu Ehren von George Washington.

## Bevölkerung
Nach der Volkszählung im Jahr 2010 lebten im Washington County 21.704 Menschen in 8767 Haushalten. Die Bevölkerungsdichte betrug 14,8 Einwohner pro Quadratkilometer. In den 8767 Haushalten lebten statistisch je 2,44 Personen.
Ethnisch betrachtet setzte sich die Bevölkerung zusammen aus 95,8 Prozent Weißen, 0,7 Prozent Afroamerikanern, 0,3 Prozent amerikanischen Ureinwohnern, 0,3 Prozent Asiaten sowie aus anderen ethnischen Gruppen; 1,5 Prozent stammten von zwei oder mehr Ethnien ab. Unabhängig von der ethnischen Zugehörigkeit waren 5,2 Prozent der Bevölkerung spanischer oder lateinamerikanischer Abstammung.
25,2 Prozent der Bevölkerung waren unter 18 Jahre alt, 57,5 Prozent waren zwischen 18 und 64 und 17,3 Prozent waren 65 Jahre oder älter. 51,0 Prozent der Bevölkerung war weiblich.

Das jährliche Durchschnittseinkommen eines Haushalts lag bei 50.710 USD. Das Prokopfeinkommen betrug 23.979 USD. 10,7 Prozent der Einwohner lebten unterhalb der Armutsgrenze.

## Ortschaften im Washington County
Citys
- Ainsworth
- Brighton
- Coppock1
- Crawfordsville
- Kalona
- Riverside
- Washington
- Wellman
- West Chester

Unincorporated Communities
- Daytonville
- East Pleasant Plain
- Germanville
- Grace Hill
- Haskins
- Joetown
- Richmond
- Rubio
- Williamstown
- Wyman2

1 – teilweise im Henry und im Jefferson County

2 – teilweise im Louisa County

## Gliederung
Das Washington County ist in 15 Townships eingeteilt:
| Township               | Einwohner (2010) | FIPS     |
| ---------------------- | ---------------- | -------- |
| Brighton Township      | 837              | 19-90339 |
| Cedar Township         | 288              | 19-90573 |
| Clay Township          | 223              | 19-90696 |
| Crawford Township      | 595              | 19-90849 |
| Dutch Creek Township   | 263              | 19-91089 |
| English River Township | 3924             | 19-91236 |
| Franklin Township      | 474              | 19-91431 |
| Highland Township      | 402              | 19-91953 |

| Township               | Einwohner (2010) | FIPS     |
| ---------------------- | ---------------- | -------- |
| Iowa Township          | 2262             | 19-92073 |
| Jackson Township       | 488              | 19-92172 |
| Lime Creek Township    | 2203             | 19-92511 |
| Marion Township        | 578              | 19-92868 |
| Oregon Township        | 956              | 19-93195 |
| Seventy - Six Township | 275              | 19-93819 |
| Washington Township    | 7936             | 19-94578 |